# Leptolejeunea spinistipula
Leptolejeunea spinistipula là một loài Rêu trong họ Lejeuneaceae. Loài này được (Mizut.) X.-L. He mô tả khoa học đầu tiên năm 1997.